# Svenssons lördag
Svenssons lördag var en underhållningsserie i sex avsnitt från 1982 med Lill-Babs som huvudperson. Vid sin sida hade hon skådespelarna Ulf Brunnberg och Inga Gill som medverkade i samtliga program. Serien bestod av sketcher, sång och dansnummer. För manus svarade bland andra Jarl Borssén, Lars Borgenäs och Ove Magnusson. Sångtexterna skrevs av bland andra Beppe Wolgers, Kjell Kraghe och Lars Nordlander.
I varje program medverkade olika gästartister bland andra Johannes Brost, Loa Falkman, Anna-Lotta Larsson, Peter Harryson och Richard Carlsohn. Ungdomar från Lasse Kühlers dansskola medverkade, liksom Lars Samuelssons orkester. Karin Falck regisserade serien.